# Legiones Tártaras
Las Legiones Tártaras eran unidades auxiliares de las Waffen-SS formadas después de la invasión alemana de la Unión Soviética en 1941.
Incluía:
- Legión Tártara de Crimea,[1] compuesta por tártaros de Crimea, qarays y nogayos.
- Legión Tártara del Volga, que incluía también baskires, chuvasios, maris, udmurtos y mordvinos.[2]
- Jaegers de Crimea.